# Philip Sparrdal Mantilla
Philip Carl Edvard Sparrdal Mantilla, född 11 augusti 1993 i Stockholm, är en svensk fotbollsspelare (försvarare).

## Karriär
Sparrdal Mantilla gjorde sin debut i Allsvenskan den 23 oktober 2011, när han byttes i en match mot Gefle IF. Efter säsongen 2014 lämnade han DIF.
I februari 2015 skrev han på ett tvåårskontrakt för IFK Mariehamn. I november 2016 förlängdes hans kontrakt med två år. Efter säsongen 2018 lämnade Sparrdal Mantilla klubben.